# Бурде, Вольфганг
Вольфганг Бурде (нем. Wolfgang Burde; 18 октября 1930, Берлин — 20 сентября 2013, Потсдам) — немецкий музыковед
 и музыкальный критик.
Изучал музыковедение в Тюбингенском университете, ученик Вальтера Герстенберга; защитил докторскую диссертацию «Фортепианные сонаты Моцарта», однако профессионально больше интересовался новейшей музыкой. Работал в Техническом университете Западного Берлина как ассистент Карла Дальхауса и Х. Х. Штукеншмидта. С 1971 года профессор Берлинской высшей школы музыки.
Автор монографий об Игоре Стравинском (1982), Дьёрде Лигети (1993) и Ариберте Раймане (2005). В 1979—1982 гг. главный редактор «Новой музыкальной газеты».